# Benjamín Mero
Benjamín Mero es un futbolista mexicano. Jugó para el Club Deportivo Guadalajara de 1947 a 1948. Durante su estancia en las Chivas anotó 2 goles.

## Clubes
| Club        | País   | Año         |
| ----------- | ------ | ----------- |
| Guadalajara | México | 1947 - 1948 |